# Melvyn Douglas

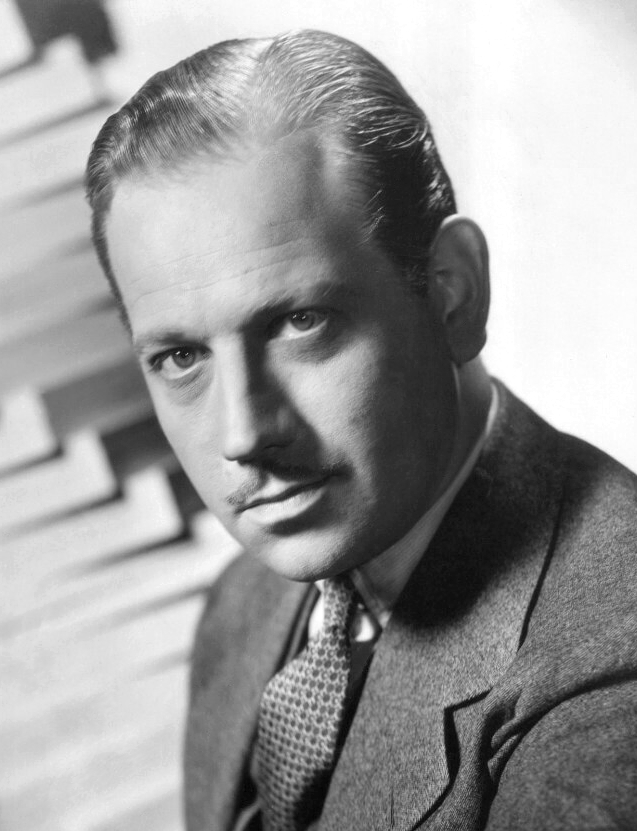
Melvyn Douglas (1935)

Melvyn Douglas (eigentlich Melvyn Edouard Hesselberg; * 5. April 1901 in Macon, Georgia; † 4. August 1981 in New York City, New York) war ein US-amerikanischer Theater- und Filmschauspieler, der in seiner langen Karriere über 70 Filme drehte. Für seine Auftritte in Der Wildeste unter Tausend von 1963 und Willkommen Mr. Chance aus dem Jahr 1979 gewann Douglas jeweils den Oscar als bester Nebendarsteller.

## Leben
Melvyn Douglas war der Sohn des seinerzeit bekannten Konzertpianisten Edouard Gregory Hesselberg (1870–1935). Douglas war schon früh entschlossen, zur Bühne zu gehen. Nach seiner Rückkehr aus dem Ersten Weltkrieg ging er 1919 mit verschiedenen Theatertruppen auf Tournee und gab schließlich 1928 sein Broadway-Debüt als Gangster in dem Drama A Free Soul. Seinen größten Erfolg auf der Bühne während dieser Zeit hatte er mit der Komödie Tonight or Never, mit deren Verfilmung er 1931 neben Gloria Swanson sein Filmdebüt gab.
Sein Ansehen als sensibler Darsteller auch komplexer Rollen trug ihm 1932 eine der Hauptrollen neben Greta Garbo in der Adaption von Luigi Pirandellos Wie Du mich wünschst ein. Im selben Jahr war er in James Whales Horrorkomödie The Old Dark House als Sympathieträger zu sehen. Nach Anfangserfolgen war Douglas mit seinen weiteren Rollen in Hollywood unzufrieden und er ging 1934 kurzzeitig zurück an den Broadway. Ein lukrativer nicht-exklusiver Vertrag mit Columbia Pictures brachte ihn jedoch wieder nach Hollywood, wo er mit seinem Auftritt neben Claudette Colbert in Sie heiratet den Chef zu einem der beliebtesten Komödiendarsteller der Dekade aufstieg. In der Folgezeit wirkte er neben einigen der größten weiblichen Stars mit. Als Verehrer von Marlene Dietrich war er in Engel unter der Regie von Ernst Lubitsch zu sehen. Er spielte an der Seite von Irene Dunne in Theodora wird wild und war ebenfalls mehrfach Filmpartner von Joan Crawford, etwa in Brennendes Feuer der Leidenschaft und Die Frau mit der Narbe. Seine heute wahrscheinlich noch bekannteste Rolle aus dieser Zeit spielte er 1939 in der Lubitsch-Komödie Ninotschka, in der er als ein im Pariser Exil lebender russischer Adeliger die von Greta Garbo verkörperte Sowjet-Kommunistin zum Lachen bringt. Bei Die Frau mit den zwei Gesichtern war er 1941 ein drittes und letztes Mal der Filmpartner von Greta Garbo. In den 1930er- und 1940er-Jahren spielte Douglas vor allem elegante und witzige Salonlöwen und Liebhaber, die oft leichtlebig und oberflächlich wirkten, aber im entscheidenden Moment doch heldenhaft oder charakterstark sein konnten. Abweichend von seinen Liebhaberrollen war er 1937 auch als vielbeschäftigter, alleinerziehender Vater von Kinderstar Freddie Bartholomew in MGMs aufwendig produziertem Abenteuerfilm Manuel zu sehen.
Nach 1942 diente Douglas im Zweiten Weltkrieg und drehte vier Jahre lang keinen Film in Hollywood. An seine Vorkriegserfolge konnte er nach 1946 nur selten anknüpfen. In größeren Filmen wie Endlos ist die Prärie und Nur meiner Frau zuliebe war er auf die größte Nebenrolle hinter den beiden Hauptstars beschränkt. Unzufrieden mit seinem Karriereverlauf kehrte Douglas erneut an den Broadway zurück. Hier bewies er sich zusehends als Charakterdarsteller, unter anderem ab 1952 in der erfolgreichen Bühnenkomödie Time Out for Ginger und besonders 1955 mit seiner hochgelobten Darstellung des Anwalts Clarence Darrow in dem später auch verfilmten Drama Inherit the Wind. 1960 gewann er einen Tony Award für seine Darstellung eines Politikers in dem satirischen Theaterstück The Best Man von Gore Vidal.
Erst Anfang der 1960er war Douglas wieder auf der Leinwand zu sehen und spielte nunmehr vor allem väterliche Rollen oder schrullige alte Männer, angefangen mit seiner Darstellung des Dansker in der Herman-Melville-Verfilmung Die Verdammten der Meere aus dem Jahr 1961. Auf der Oscarverleihung 1964 wurde Douglas als bester Nebendarsteller für seine Darstellung in Martin Ritts Western Der Wildeste unter Tausend ausgezeichnet; er spielte einen prinzipentreuen texanischen Rancher und Vater von Paul Newmans Hauptfigur. Es folgten weitere wichtige Filmrollen für Douglas, beispielsweise als exzentrischer Admiral in Nur für Offiziere (1964), als dominanter Vater von Gene Hackman im Familiendrama Kein Lied für meinen Vater (1970) und als Vermieter Monsieur Zy in Der Mieter (1976) von und mit Roman Polański. Auf der Oscarverleihung 1980 erhielt er für seine Darstellung eines schwerkranken Millionärs in Willkommen, Mr. Chance an der Seite von Peter Sellers erneut einen Oscar als bester Nebendarsteller.
Ebenfalls wirkte Douglas ab den 1950er-Jahren auch gelegentlich als Schauspieler an Fernsehfilmen und -serien mit. Für seine Darstellung in Do Not Go Gentle Into That Good Night, einer Episode der Anthologie-Serie CBS Playhouse von 1967, gewann er einen Emmy. Douglas’ letzte Arbeiten kurz vor seinem Tod waren Roger Vadims Komödie The Hot Touch und der Horrorfilm Zurück bleibt die Angst, mit dem sich mit Fred Astaire und Douglas Fairbanks junior auch zwei weitere Kinoveteranen von der Leinwand verabschiedeten.
Aus seiner ersten kurzen Ehe mit der Künstlerin Rosalind Hightower (1903–1963) in den 1920er-Jahren hatte Douglas einen Sohn, durch den er wiederum der Großvater der Schauspielerin Illeana Douglas wurde. In zweiter Ehe war er von 1931 bis zu ihrem Tod im Jahr 1980 mit der Schauspielerin Helen Gahagan (1900–1980) verheiratet. Aus dieser Ehe hatte Douglas zwei weitere Kinder. In den 1940er-Jahren ging Helen Gahagan in die Politik und gewann einen Sitz im US-Kongress, 1950 verlor sie die Wahl zur Senatorin von Kalifornien gegen Richard Nixon. In der McCarthy-Ära war das politisch eher links stehende Ehepaar vielen Anfeindungen aus Medien und Politik ausgesetzt, was als ein weiterer Grund für Douglas’ Rückzug aus Hollywood während der 1950er-Jahre gilt. Ein Jahr nach Gahagans Tod starb Melvyn Douglas im August 1981 im Alter von 80 Jahren an einer Lungenentzündung in Verbindung mit einer Herzerkrankung.

## Filmografie (Auswahl)
- 1931: Tonight or Never
- 1932: Prestige
- 1932: The Wiser Sex
- 1932: The Broken Wing
- 1932: Wie Du mich wünschst (As You Desire Me)
- 1932: Das Haus des Grauens (The Old Dark House)
- 1933: The Vampire Bat
- 1933: Nagana
- 1933: Der Staranwalt von Manhattan (Counsellor at Law)
- 1934: Dangerous Corner
- 1934: Woman in the Dark
- 1935: The People’s Enemy
- 1935: Sie heiratet den Chef (She Married Her Boss)
- 1935: Mary Burns, Fugitive
- 1935: Annie Oakley
- 1935: The Lone Wolf Returns
- 1936: And So They Were Married
- 1936: The Gorgeous Hussy
- 1936: Theodora wird wild (Theodora Goes Wild)
- 1937: Women of Glamour
- 1937: Manuel (Captains Courageous)
- 1937: Ich traf ihn in Paris (I Met Him in Paris)
- 1937: Engel (Angel)
- 1937: I’ll Take Romance
- 1938: Arsène Lupin Returns
- 1938: There’s Always a Woman
- 1938: The Toy Wife
- 1938: Mord wie er im Buche steht (Fast Company)
- 1938: That Certain Age
- 1938: Brennendes Feuer der Leidenschaft (The Shining Hour)
- 1938: There’s That Woman Again
- 1939: Tell No Tales
- 1939: Good Girls Go to Paris
- 1939: Ninotschka (Nintochka)
- 1939: The Amazing Mr. Williams
- 1940: Ein Ehemann zuviel (Too Many Husbands)
- 1940: He Stayed for Breakfast
- 1940: Dritter Finger, linke Hand (Third Finger, Left Hand)
- 1941: This Thing Called Love
- 1941: Ehekomödie (That Uncertain Feeling)
- 1941: Die Frau mit der Narbe (A Woman’s Face)
- 1941: Our Wife
- 1941: Die Frau mit den zwei Gesichtern (Two Faced Woman)
- 1942: We Were Dancing
- 1942: Ein Kuß zuviel (They All Kissed the Bride)
- 1943: Three Hearts for Julia
- 1947: Endlos ist die Prärie (The Sea of Grass)
- 1947: The Guilt of Janet Ames
- 1948: Nur meiner Frau zuliebe (Mr. Blandings Builds His Dream House)
- 1949: A Woman’s Secret
- 1949: My Own True Love
- 1949: Der Spieler (The Great Sinner)
- 1949: A Woman’s Secret
- 1951: My Forbidden Past
- 1951: On the Loose
- 1959: Frontier Justice (TV-Serie, elf Folgen)
- 1961: Die Verdammten der Meere (Billy Budd)
- 1963: Der Wildeste unter Tausend (Hud)
- 1963: Helden ohne Hosen (Advance to the Rear)
- 1964: Nur für Offiziere (The Americanization of Emily)
- 1965: Irrwege der Leidenschaft (Rapture)
- 1965: Inherit the Wind (TV-Film)
- 1966: Auf der Flucht (The Fugitive) (TV-Serie, eine Folge)
- 1966: Lamp at Midnight (TV-Film)
- 1966: Das Hotel (Hotel)
- 1970: Die Jagd beginnt (Hunters Are for Killing) (TV-Film)
- 1970: Kein Lied für meinen Vater (I Never Sang for My Father)
- 1971: Death Takes a Holiday (TV-Film)
- 1972: Mein Herz braucht Liebe (One Is a Lonely Number)
- 1972: Bill McKay – Der Kandidat (The Candidate)
- 1972: Teufelskreis der Angst (Ghost Story) (TV-Serie, eine Folge)
- 1973: David reißt aus (The Going Up of David Lev) (TV-Film)
- 1974: The Death Squad (TV-Film)
- 1974: Murder or Mercy (TV-Film)
- 1976: Der Mieter (Le Locataire)
- 1976: A Gift to Last (TV-Film)
- 1977: Das Ultimatum (Twilight’s Last Gleaming)
- 1977: Intimate Strangers (TV-Film)
- 1979: Die Verführung des Joe Tynan (The Seduction of Joe Tynan)
- 1979: Willkommen Mr. Chance (Being There)
- 1980: Das Grauen (The Changeling)
- 1980: Liebe ein Leben lang (Tell Me a Riddle)
- 1981: The Hot Touch
- 1981: Zurück bleibt die Angst (Ghost Story)

## Auszeichnungen
Oscar
- Oscarverleihung 1964: Auszeichnung als bester Nebendarsteller für Der Wildeste unter Tausend
- Oscarverleihung 1971: Nominierung als bester Hauptdarsteller für Kein Lied für meinen Vater
- Oscarverleihung 1980: Auszeichnung als bester Nebendarsteller für Willkommen Mr. Chance

Golden Globe Award
- Golden Globe Awards 1964: Nominierung als bester Nebendarsteller für Der Wildeste unter Tausend
- Golden Globe Awards 1971: Nominierung als bester Hauptdarsteller – Drama für Kein Lied für meinen Vater
- Golden Globe Awards 1980: Auszeichnung als bester Nebendarsteller für Willkommen Mr. Chance

National Board of Review Award
- 1963: Auszeichnung als bester Nebendarsteller für Der Wildeste unter Tausend

New York Film Critics Circle Award
- 1970: Nominierung als bester Hauptdarsteller – Drama für Kein Lied für meinen Vater
- 1979: Auszeichnung als bester Nebendarsteller für Willkommen Mr. Chance
- 1979: Nominierung als bester Nebendarsteller für Die Verführung des Joe Tynan

Weitere
- 1960: Tony Award als bester Hauptdarsteller für The Best Man
- 1960: Zwei Sterne auf dem Hollywood Walk of Fame in den Kategorien Film (6423 Hollywood Blvd.) und Fernsehen (6601 Hollywood Blvd.)
- 1964: Laurel Award als bester Nebendarsteller für Der Wildeste unter Tausend
- 1966: Nominierung für den Emmy als bester Hauptdarsteller in einem Fernsehdrama für Inherit the Wind
- 1968: Emmy als bester Hauptdarsteller in einem Fernsehdrama für CBS Playhouse (Folge Do Not Go Gentle Into That Goodnight)
- 1979: Los Angeles Film Critics Association Award als bester Nebendarsteller für Willkommen, Mr. Chance und Die Verführung des Joe Tynan
- 1980: Nominierung für den National Society of Film Critics Award als bester Nebendarsteller für Willkommen, Mr. Chance und Die Verführung des Joe Tynan
- 1981: Nominierung für den Saturn Award als bester Nebendarsteller für Das Grauen